# Přerov Mammoths
I Přerov Mammoths sono una squadra di football americano di Přerov, nella Repubblica Ceca, fondata nel 2012.

## Dettaglio stagioni

### Tornei nazionali

#### Tackle

##### Prima squadra

###### ČLAF
| Stagione | regular season | regular season | regular season | regular season | regular season | regular season | playoff | playoff | playoff | playoff | playoff | playoff   | playoff    |
|          | Vin            | Par            | Per            | Tot            | PF             | PS             | Vin     | Per     | Tot     | PF      | PS      | risultato | avversaria |
| -------- | -------------- | -------------- | -------------- | -------------- | -------------- | -------------- | ------- | ------- | ------- | ------- | ------- | --------- | ---------- |
| 2020     | 0              | 0              | 8              | 8              | 129            | 218            | -       | -       | -       | -       | -       | -         | -          |
| 2021     | 1              | 0              | 5              | 6              | 117            | 203            | -       | -       | -       | -       | -       | -         | -          |
| Totale   | 1              | 0              | 13             | 14             | 246            | 421            | -       | -       | -       | -       | -       |           |            |

Fonti: Enciclopedia del Football - A cura di Roberto Mezzetti

###### ČLAF B/Č2LAF
| Stagione | regular season | regular season | regular season | regular season | regular season | regular season | playoff | playoff | playoff | playoff | playoff | playoff          | playoff               |
|          | Vin            | Par            | Per            | Tot            | PF             | PS             | Vin     | Per     | Tot     | PF      | PS      | risultato        | avversaria            |
| -------- | -------------- | -------------- | -------------- | -------------- | -------------- | -------------- | ------- | ------- | ------- | ------- | ------- | ---------------- | --------------------- |
| 2013     | 3              | 0              | 3              | 6              | 148            | 109            | 0       | 1       | 1       | 18      | 40      | Quarti di finale | Pilsen Patriots       |
| 2018     | 6              | 0              | 2              | 8              | 218            | 55             | -       | -       | -       | -       | -       | -                | -                     |
| 2019     | 7              | 0              | 1              | 8              | 184            | 55             | 1       | 0       | 1       | 35      | 0       | Campioni         | Prague Black Panthers |
| Totale   | 16             | 0              | 6              | 22             | 550            | 219            | 1       | 1       | 2       | 53      | 40      |                  |                       |

Fonti: Enciclopedia del Football - A cura di Roberto Mezzetti

###### ČLAF C/Č3LAF
| Stagione | regular season | regular season | regular season | regular season | regular season | regular season | playoff | playoff | playoff | playoff | playoff | playoff   | playoff             |
|          | Vin            | Par            | Per            | Tot            | PF             | PS             | Vin     | Per     | Tot     | PF      | PS      | risultato | avversaria          |
| -------- | -------------- | -------------- | -------------- | -------------- | -------------- | -------------- | ------- | ------- | ------- | ------- | ------- | --------- | ------------------- |
| 2014     | 3              | 0              | 3              | 6              | 130            | 100            | -       | -       | -       | -       | -       | -         | -                   |
| 2016     | 3              | 0              | 3              | 6              | 61             | 122            | -       | -       | -       | -       | -       | -         | -                   |
| 2017     | 4              | 0              | 2              | 6              | 137            | 46             | 2       | 0       | 2       | 33      | 3       | Campioni  | Vysočina Gladiators |
| Totale   | 10             | 0              | 8              | 18             | 328            | 268            | 2       | 0       | 2       | 33      | 3       |           |                     |

Fonti: Enciclopedia del Football - A cura di Roberto Mezzetti

###### Divize IV
| Stagione | regular season | regular season | regular season | regular season | regular season | regular season | playoff | playoff | playoff | playoff | playoff | playoff    | playoff        |
|          | Vin            | Par            | Per            | Tot            | PF             | PS             | Vin     | Per     | Tot     | PF      | PS      | risultato  | avversaria     |
| -------- | -------------- | -------------- | -------------- | -------------- | -------------- | -------------- | ------- | ------- | ------- | ------- | ------- | ---------- | -------------- |
| 2015     | 6              | 0              | 0              | 6              | 169            | 34             | 0       | 1       | 1       | 7       | 34      | Semifinale | Znojmo Knights |
| Totale   | 6              | 0              | 0              | 6              | 169            | 34             | 0       | 1       | 1       | 7       | 34      |            |                |

Fonti: Enciclopedia del Football - A cura di Roberto Mezzetti

##### Giovanili

###### ČJLAF
| Stagione | regular season | regular season | regular season | regular season | regular season | regular season | playoff | playoff | playoff | playoff | playoff | playoff   | playoff    |
|          | Vin            | Par            | Per            | Tot            | PF             | PS             | Vin     | Per     | Tot     | PF      | PS      | risultato | avversaria |
| -------- | -------------- | -------------- | -------------- | -------------- | -------------- | -------------- | ------- | ------- | ------- | ------- | ------- | --------- | ---------- |
| 2019     | 3              | 0              | 3              | 6              | 171            | 167            | -       | -       | -       | -       | -       | -         | -          |
| Totale   | 3              | 0              | 3              | 6              | 171            | 167            | -       | -       | -       | -       | -       |           |            |

Fonti: Enciclopedia del Football - A cura di Roberto Mezzetti

### Riepilogo fasi finali disputate
| Anno           | Luogo   | Evento | Fase del torneo | Incontro                                | Risultato |
| 15 luglio 2017 | Jihlava | Č3LAF  | Bronze Bowl     | Vysočina Gladiators - Přerov Mammoths   | 0 - 6     |
| 13 luglio 2019 | Přerov  | Č2LAF  | Silver Bowl     | Přerov Mammoths - Prague Black Panthers | 35 - 0    |

## Palmarès
- 1 Silverbowl (2019)
- 1 Bronze Bowl (2017)